# Give the People What They Want
| 전문가 평가      | 전문가 평가 |
| 평가 점수        | 평가 점수   |
| 출처             | 점수        |
| ---------------- | ----------- |
| AllMusic         | [ 3 ]       |
| Blender          | [ 4 ]       |
| Robert Christgau | C+          |
| Rolling Stone    | [ 6 ]       |

《Give the People What They Want》는 영국의 록 밴드 킹크스의 열아홉 번째 스튜디오 음반이다. 이 음반은 1981년 8월, 미국에서 먼저 발매되었으며, 유럽에서는 1982년 1월이 되어서야 발매되었다. 이는 리드 싱어 레이 데이비스가 이 음반을 위한 장편 비디오를 제작하고자 했으나 자금 조달이 무산되면서 발매가 지연된 데 따른 것이다. 또한 유럽 시장을 위한 음반 리믹스 계획도 취소되었다. 이 음반은 애초에 언론을 주제로 한 발언으로 기획된 작품이었다.

## 배경
《Give the People What They Want》는 원래 언론과 대중매체에 대한 비판적 시선을 담은 콘셉트로 기획되었다. 리드 보컬인 레이 데이비스는 이 음반에 맞춰 장편 비디오를 제작하려 했으나, 자금 조달 문제로 계획이 무산되었다. 이로 인해 유럽 발매 일정이 지연되었으며, 별도로 추진되었던 유럽 시장용 리믹스 계획도 함께 취소되었다.
이 음반은 킹크스가 1980년대에 접어들며 보다 하드하고 공격적인 사운드로 전환한 흐름의 일환으로 여겨진다. 특히 미국 시장을 의식한 스타일이 강하게 드러나며, 이전 음반들에 비해 보다 직설적인 가사와 사운드를 특징으로 한다.

## 재발매
1999년, 킹크스가 1977년부터 1984년 사이에 아리스타 레코드에서 발매한 여섯 장의 스튜디오 음반이 재발매되었을 때, 《Give the People What They Want》는 유일하게 보너스 트랙이 수록되지 않은 음반이었다. 다만 수록곡 〈Better Things〉는 싱글 버전과 음반 버전이 약간 차이를 보였으며, 영국판 싱글에는 음반에 수록되지 않은 B-사이드 곡 〈Massive Reductions〉가 포함되어 있었다. 이 곡은 이후 1984년 음반 《Word of Mouth》에 수록된 버전과는 다른 버전이다.

## 곡 목록
모든 곡들은 레이 데이비스에 의해 작사/작곡하였다.
| #  | 제목                               | 재생 시간 |
| -- | ---------------------------------- | --------- |
| 1. | 〈Around the Dial〉                | 4:45      |
| 2. | 〈Give the People What They Want〉 | 3:45      |
| 3. | 〈Killer's Eye〉                   | 4:40      |
| 4. | 〈Predictable〉                    | 3:31      |
| 5. | 〈Add It Up〉                      | 3:14      |

| #  | 제목                      | 재생 시간 |
| -- | ------------------------- | --------- |
| 1. | 〈Destroyer〉             | 3:47      |
| 2. | 〈Yo-Yo〉                 | 4:10      |
| 3. | 〈Back to Front〉         | 3:15      |
| 4. | 〈Art Lover〉             | 3:22      |
| 5. | 〈A Little Bit of Abuse〉 | 3:45      |
| 6. | 〈Better Things〉         | 2:59      |